# 대구광역시 축구협회
대구광역시 축구협회(Daegu Football Association)는 대구광역시에 위치한, 대한축구협회 산하의 축구 협회이다.
대구광역시의 지역 축구인들과의 소통을 통한 의견 공유와, 장기적으로 지역 축구 발전 및 지역 주민들의 축구를 통한 삶의 질 향상을 목표로 하고 있다.

## 같이 보기
- 대한축구협회